# Мы с Шерлоком Холмсом
«Мы с Шерлоком Холмсом» — советский рисованный мультипликационный фильм режиссёра Владимира Попова. Фильм является пародией на рассказы о Шерлоке Холмсе. Решён в юмористическом ключе, его отличают увлекательный сюжет, сочные характеры, лёгкие, яркие рисунки, музыкальность.

## Сюжет
Пёс Том рассказывает группе щенят, а также притаившемуся на дереве коту, о своих приключениях с великим сыщиком.
Преследуя грабителя в маске Бига и его помощника-крокодила по кличке Зелёный Хвост, Холмс падает с моста и предположительно погибает. Том клянётся закончить дело ради друга. Вычислив жилище крокодила по уликам, Том требует у него адрес убежища, и крокодил сдаётся. На указанном месте бандит готов убить пса, как вдруг из украденного сейфа вылезает живой Холмс и бросает Бигу вызов. Тот заявляет, что имеет чёрный пояс по карате, в доказательство ломая своей рукой сейф пополам, но Холмс достаёт из своего цилиндра лягушку, при виде которой грабитель в ужасе падает в обморок.
Щенята восхищены рассказом, но считают его сочинением, пока вдруг из дома Тома не вышел Зелёный Хвост, ставший дворецким, и не сообщил о звонке от Шерлока Холмса. Щенята в шоке, а кот даже падает в обморок с дерева.

## Создатели
| Съёмочная группа           | Имя |
| -------------------------- | --- |
| Автор сценария             | Виталий Злотников |
| Кинорежиссёр               | Владимир Попов |
| Художники-постановщики     | Аркадий Шер, Игорь Олейников |
| Кинооператор               | Кабул Расулов |
| Композитор                 | Евгений Крылатов |
| Звукооператор              | Борис Фильчиков |
| Художники-мультипликаторы: | Эльвира Маслова, Марина Рогова, Наталия Богомолова, Владимир Вышегородцев, Александр Дорогов, Юрий Кузюрин |
| Ассистент режиссёра        | Зинаида Плеханова |
| Монтажёр                   | Наталия Степанцева |
| Редактор                   | Раиса Фричинская |
| Директор съёмочной группы  | Любовь Бутырина |
| роли озвучивали:           | Андрей Миронов — пёс Том, помощник Холмса Василий Ливанов — Шерлок Холмс Лев Дуров — Биг, бандит-коротышка Вячеслав Невинный — крокодил-бандит, он же «Зелёный хвост», впоследствии — дворецкий Светлана Харлап — рыжий щенок, сосед крокодила Людмила Гнилова — один из щенков |

## Критика
Как отмечается в исследовании «Советские мультипликационные детективы: трансформация поэтики»: «мультфильм скорее говорит о кончине детектива, о том, что он может дальше существовать, только если воспримет черты бондианы, шпионского фильма, что и происходит здесь весьма эффектно».

## Издания
- В 1990-е годы на аудиокассетах изданием «Twic Lyrec» была выпущена аудиосказка по одноимённому мультфильму с текстом Александра Пожарова.
- Впоследствии фильм был адаптирован под издание в виде книги — Злотников Виталий. Мы с Шерлоком Холмсом. — М.: Стрекоза, 2005. — 64 с. — (Любимые герои). — ISBN 5-479-00224-4.

### Комментарии
1. ↑  В песне, которую крокодил пытается время от времени исполнить, используются слова из стихотворения Редьярда Киплинга «Пыль». («День — ночь — день — ночь — мы идём по Африке, // День — ночь — день — ночь — всё по той же Африке.»)